# Vilaspin
Vilaspin (en francès Villespy) és un municipi del departament de l'Aude a la regió francesa d'Occitània.